# Zitouna FM
Zitouna FM (arabe : إذاعة الزيتونة أف أم) est une station de radio privée tunisienne à vocation religieuse de langue arabe. Certains programmes sont toutefois diffusés en français.
Lancée le 13 septembre 2007 par Mohamed Sakhr El Materi, gendre du président de l'époque, Zine el-Abidine Ben Ali, ses bureaux sont situés à Carthage.
Dirigée par le docteur Kamel Omrane, ancien ministre des Affaires religieuses, imam, professeur de civilisation islamique, auteur de plusieurs ouvrages et travaux sur la culture de la Tunisie et ancien directeur de radios publiques, la radio diffuse 24 heures sur 24 en modulation de fréquence et sa diffusion couvre la totalité du territoire tunisien. Parmi les animateurs révélés par la radio figure le cheikh Mohamed Machfar, également directeur adjoint de Zitouna FM.
Ses émissions sont essentiellement axées sur le Coran, avec des récitations par de jeunes Tunisiens. Les autres émissions sont consacrées aux récits de Mahomet et aux invocations, en plus de cours de psalmodie du Coran. Zitouna FM diffuse aussi les cinq prières quotidiennes depuis la mosquée Mâlik ibn Anas.